# Sangala formosa
Sangala formosa là một loài bướm đêm trong họ Geometridae.